# Gaster (Landschaft)

Wappen der Vogtei Windegg 1438–1798

Die Landschaft Gaster oder Gasterland umfasst das Gebiet zwischen Weesen und Uznach östlich des Flusses Linth in der Schweiz. Der Name «Gaster» leitet sich ab vom lateinischen Castrum ab, angeblich nach einer römischen Wehranlage auf dem Hügel Gasterholz zwischen Schänis und Kaltbrunn. Im Mittelalter bildete die Landschaft die Herrschaft Windegg bzw. die Landvogtei Gaster, 1438–1798 eine Gemeine Herrschaft der Schweizerischen Eidgenossenschaft. Der Name «Windegg» stammt von den beiden Burgen Ober- und Niederwindegg im Gebiet der heutigen Gemeinden Niederurnen und Schänis.

## Geschichte

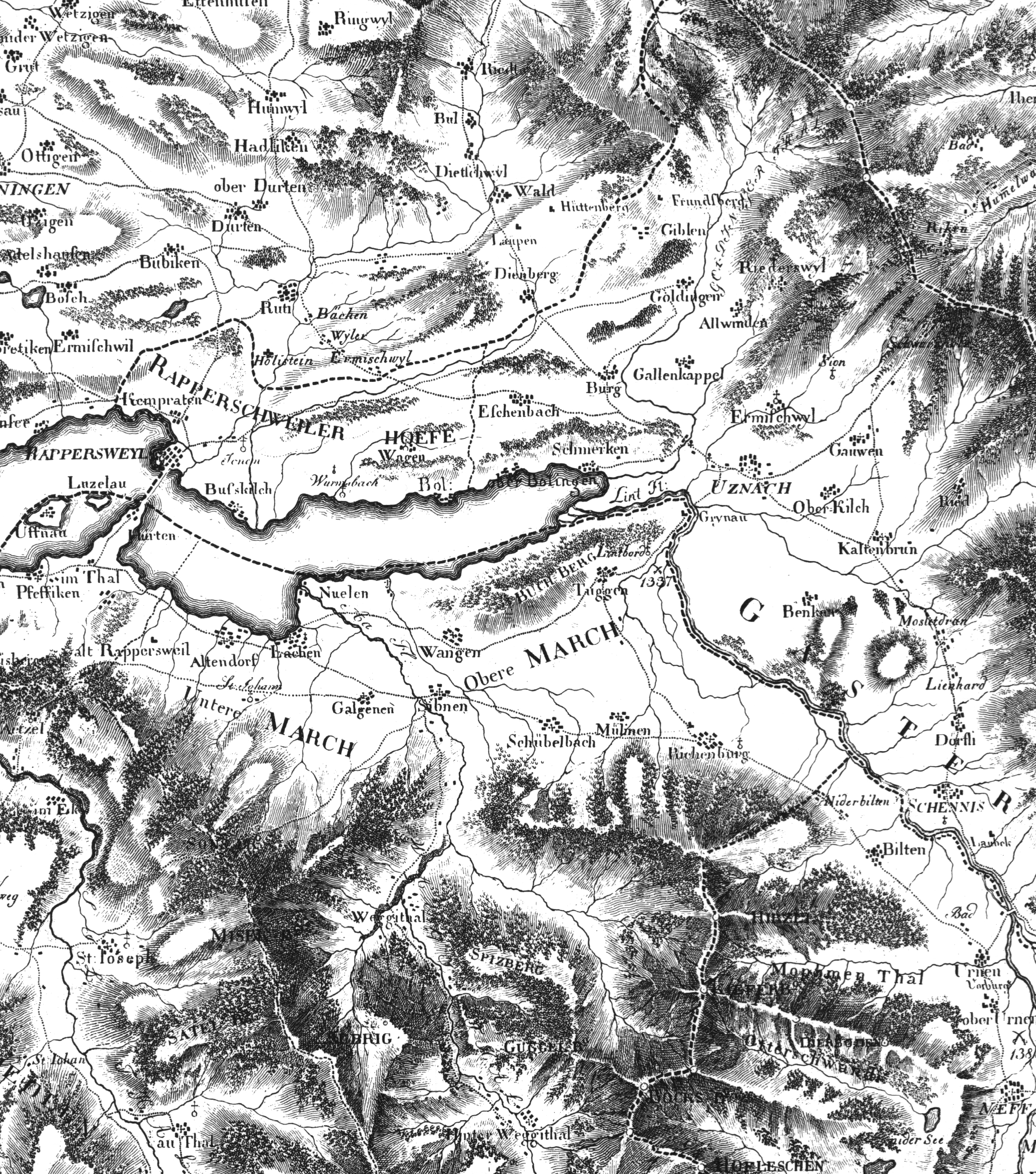
Die Gegend um den oberen Zürichsee und die Linthebene auf einer Karte von 1796

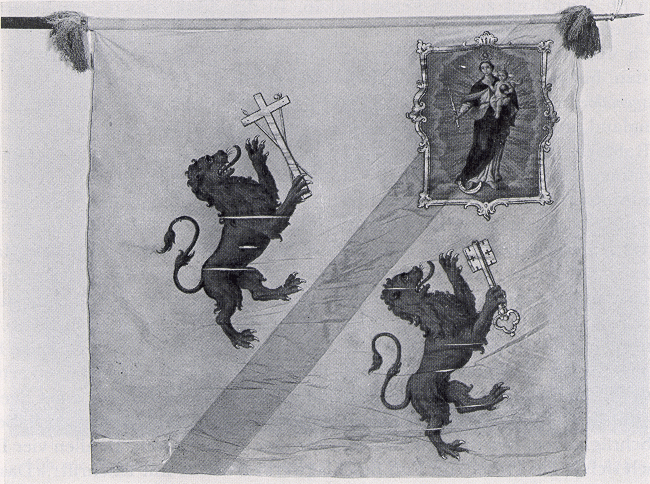
Die alte Landesfahne der Landvogtei Windegg

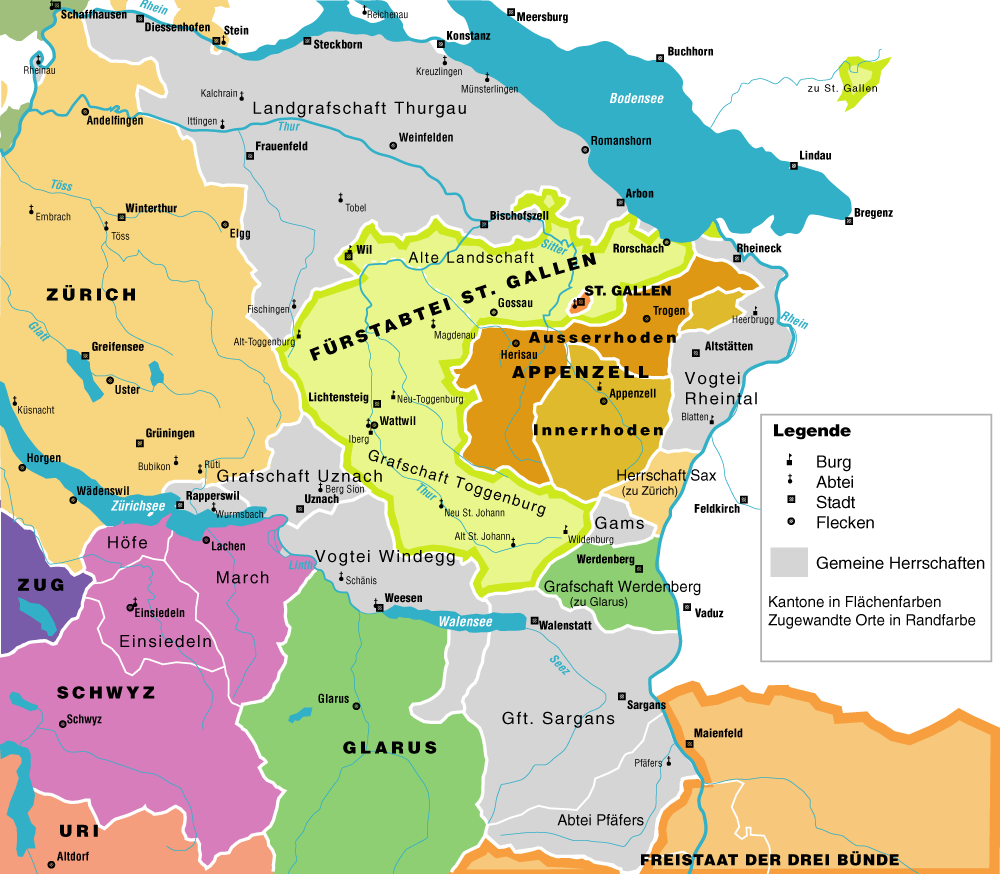
Die «Alte Ordnung» in der Ostschweiz bis 1798

Die Linthebene war schon zur Bronze- und zur Hallstattzeit besiedelt, bevor Kelten sich dort niederliessen. Die heutige Linthebene war damals noch grösstenteils vom Wasser des Zürichsees bedeckt bzw. Sumpfland. Mit der römischen Eroberung Helvetiens und Rätiens 58 bzw. 15 v. Chr. wurde das Gaster Teil der Provinz Raetia – die Grenze zur Provinz Germania superior verlief vermutlich zwischen Uznach und dem Hügel Gasterholz. Der Ausbau der Alpenpässe Splügen und Julier durch die Römer bescherte dem Linthgebiet und damit auch dem Gaster verkehrstechnische Bedeutung, da nun über Land und über See Güter, Soldaten und Reisende von den germanischen Provinzen nach dem Süden geführt werden konnten. Der Verkehr zwischen dem Zürichsee und dem Walensee wurde dabei grösstenteils über den Fluss Linth bzw. die Maag abgewickelt. Die Wachttürme auf der Burg Strahlegg und dem Biberlichopf sind vermutlich Teil eines frühaugusteischen Sicherungssystems, das zum Schutz dieser wichtigen Verbindung angelegt wurde.
Das Vordringen der Alamannen in die Nordostschweiz im 6. und 7. Jahrhundert n. Chr. verdrängte die romanisierte keltische Bevölkerung bis zum markanten Hügel Gasterholz zwischen Kaltbrunn und Maseltrangen. Hier verlief wahrscheinlich die frühe romanisch-alamannische Sprachgrenze. Die südlichste alamannische Hofsiedlung blieb vorerst Babinchova (Benken). Wohl schon im Frühmittelalter verschob sich die romanisch-alamannische Sprachgrenze bis zum Walensee, dem «Welschen» See – d. h. dem See der Romanen.
Eine erste christliche Mission in der Linthebene durch die irischen Missionare Columban und Gallus scheiterte im Jahre 610. Für 741 ist in Benken ein Kloster nachgewiesen. Hier befand sich das Machtzentrum der alamannischen Beata-Landolt-Sippe, die im Zuge der Auflösung des Herzogtums Alamannien durch die Franken (746) ihre Güter dem Kloster St. Gallen stiftete (744). Kirchenrechtlich gehörte das Gaster seit der Neuordnung der Bistümer durch den fränkischen König Dagobert I. 634 zum Bistum Chur. Der Hof Benken mit Gommiswald, Rieden und Maseltrangen kam als Besitz des Klosters Schänis später zum Bistum Chur; nur Kaltbrunn gehörte seit 940 zum Bistum Konstanz, da es über eine Schenkung durch die schwäbische Herzogin Reginlinde an das Kloster Einsiedeln gefallen war. In den Jahren 815–43 stiftete der fränkische Graf Hunfried von Rätien das Kloster Schänis. Dieses Kloster bzw. dessen Vögte prägten im Wesentlichsten die spätere Entwicklung der Linthebene und des Gasterlandes.
Im Jahre 917 wurde das Gaster zusammen mit der Grafschaft Churrätien Teil des neu gegründeten Herzogtums Schwaben innerhalb des Heiligen Römischen Reiches Deutscher Nation. Die Vogtei über das Kloster Schänis hatten aber nicht mehr die Grafen Rätiens inne, sondern die Edlen von Schänis, dann ab 1018 von letzteren abstammenden Grafen von Lenzburg. Nach deren Erlöschen 1172/73 wurde das Gebiet der geschlossenen Grundherrschaft des Klosters, das die Höfe Benken, Maseltrangen, Rufi, Niederweesen (Stadt Weesen) und Oberweesen umfasste, vorerst zwischen dem deutschen Kaiser Friedrich I. und den Grafen von Kyburg geteilt. Später kam der Teil des Kaisers an die Grafen von Rapperswil. Erst die Habsburger vereinten das Gebiet erneut, als sie die 1264 erst die Kyburger und 1283 die Rapperswiler beerbten.
Da die Habsburger auch die Kastvogtei über das Kloster Säckingen innehatten, das das Gebiet des heutigen Kantons Glarus besass, bildete fortan das Glarnerland und das Gaster zusammen eine Verwaltungseinheit, die in ein «Oberamt Glarus» und ein «Unteramt Gaster» unterteilt wurde. Somit wurde der Begriff Gaster, vom lateinischen Castrum (Burg), der erst seit dem 13. Jahrhundert nachgewiesen ist, erstmals verwendet, um die Ebene der Linth zwischen Weesen und Uznach zu bezeichnen. Das entsprechende Castrum sei dabei eine alte Wehranlage auf dem Hügel Gasterholz zwischen Schänis und Kaltbrunn gewesen. Das habsburgische Gaster umfasste neben dem ehemaligen st.gallischen Bezirk auch den untersten Teil des heutigen Kantons Glarus, Bilten, Niederurnen, Oberurnen, Mollis, Filzbach und Mühlehorn sowie die st.gallischen Gemeinden Quarten und Walenstadt.
Nach der Schlacht bei Näfels und der Zerstörung Weesens am 9. April 1388 verlor Habsburg den grössten Teil seiner Besitzungen in der Region. Die verbliebenen Gebiete bildeten nun die Vogtei Windegg, nach der Burg Niederwindegg bei Schänis. 1406 verpfändete Habsburg die Vogtei an die Grafen von Toggenburg und nach deren Aussterben 1438 an die Kantone Schwyz und Glarus, die fortan in einem Turnus von zwei Jahren den Vogt stellten. Damit wurde das Gasterland bis 1798 als Landvogtei Windegg bzw. Gaster eine der gemeinen Herrschaften in der alten Eidgenossenschaft. Der Name Herrschaft Windegg geriet bald ausser Gebrauch, da die Burg Windegg zerfiel, weil der Landvogt keiner Residenzpflicht unterlag, und es setzte sich der ältere Landschaftsname «Gaster» endgültig durch.
Die eigentliche Vogtei Gaster umfasst sechs Tagwen (Gerichtsbezirke): Quarten (mit Murg und Quinten), Amden, Schänis, Kaltbrunn und Benken. Weesen hatte eine Sonderstellung inne, da es ein eigenes Gericht und einen Untervogt besass. Gommiswald, das ursprünglich zu Benken gehört hatte, wurde der Grafschaft Uznach angegliedert. Ebenfalls dem Landvogt des Gaster unterstellt war die ehemals hohensaxische Gemeinde Gams im Rheintal.
Die Landleute des Gaster konnten sich im Vergleich mit anderen Landvogteien eine gewisse Autonomie bewahren. Die Landsgemeinde, der Landrat, das Landgericht und das Landvogteiamt blieben auf der Grundlage der von den Habsburgern 1436 bestätigten Freiheiten und Gewohnheitsrechten bestehen. Gaster führte sowohl ein eigenes Siegel als auch ein eigenes Banner. Die Landvögte beschworen jeweils das alte Landrecht und bestätigten damit die Autonomie ausser zwischen 1520 und 1564, als es wegen der Reformation zu einer Krise im Verhältnis zu den regierenden Orten Schwyz und Glarus kam. Die Gemeinden des Gaster übernahmen 1529 die Reformation, wurden aber nach dem Sieg der katholischen über die reformierten Kantone bei Kappel 1531 zwangsweise wieder katholisch. Das fürstliche Reichsstift Schänis bestand trotz aller politischen Wirren weiter und war bis zu seiner Aufhebung 1811 der grösste Grundherr in der Vogtei Gaster.
In der Helvetischen Republik wurde das Gaster 1798 ein Teil des Kantons Linth, nach dessen Auflösung 1803 Teil des Kantons St. Gallen, obwohl die Bevölkerung einen Anschluss an Schwyz befürwortete. Im Kanton St. Gallen wurde zuerst das ganze rechtsufrige Linthgebiet mit Rapperswil zum Bezirk Uznach zusammengefasst, 1831 dann in zwei Bezirke aufgeteilt, den Seebezirk und den Bezirk Gaster. Nach der Verwaltungsreform im Kanton St. Gallen 2001 ging der Bezirk Gaster 2002 im Wahlkreis See-Gaster auf.